# Associació d'estàndards IEEE
Associació d'estàndards IEEE (acrònim anglès IEEE-SA, Institute of Electrical and Electronics Engineers Estàndards Association) és una organització dintre de l'IEEE que desenvolupa estàndards globals en un ampli espectre d'indústries incloent energia, biomèdica, medicina, tecnologia de la informació, robòtica, telecomunicacions, domòtica, transport, nanotecnologia, seguretat informàtica i moltes més. L'IEEE-SA va ser creada el 1890 amb el suport de l'AIEE (American Institute of Electrical Engineers). El 1918 va ser membre fundador de l'ANSI (Institut Nacional Estatunidenc d'Estàndards).

## Procediments IEEE
- A 2017 l'IEEE té mes de 1100 normes actives amb més de 600 propostes en desenvolupament. Cada any hi ha més de 200 votacions sobre normatives.
- Un dels grups normatius més coneguts són els IEEE 802 LAN/MAN sobre protocols de xarxes de computadors (IEEE 802.3: Ethernet, IEEE 802.11: WLAN, IEEE 802.16: WIMAX).
- El procés de desenvolupament d'una norma IEEE es divideix en set fases bàsiques:

1. Obtenció de patrocini.
2. Petició de l'autorització del project.
3. Constitució d'un grup de treball.
4. Esbós de la norma.
5. Votacions.
6. Comitè de revisió.
7. Votació final.

## Normes IEEE més conegudes
| Norma                     | Descripció                                                                                  |  |
| IEEE 260                  | Estàndard de símbols i lletres per a unitats de mesura, IEEE-260-1978 (ara 260.1-2004).     |  |
| IEEE 488                  | Estàndard d'interfície digital per a instrumentació programable, IEEE-488-1978 (ara 488.1). |  |
| IEEE 610                  | Estàndard de termes per tecnologia de programari.                                           |  |
| IEEE 754                  | Especificacions aritmètiques de coma flotant.                                               |  |
| IEEE 802                  | LAN/MAN.                                                                                    |  |
| IEEE 802.1                | Estàndards per rutejat i gestió de LAN/WAN.                                                 |  |
| IEEE 802.2                | Estàndards per Logical Link Control (MAC).                                                  |  |
| IEEE 802.3                | Ethernet: estàndards per CSMA/CD (Carrier Sense Multiple Access with Collision Detection).  |  |
| IEEE 802.4                | Estàndards per accés a bus a través de "token".                                             |  |
| IEEE 802.5                | Estàndards per accés amb "token ring" per a comunicacions entre LANs i WANs                 |  |
| IEEE 802.6                | Estàndards per intercanvi d'informació entre sistemes.                                      |  |
| IEEE 802.7                | Estàndards per cablejat LAN de banda ampla.                                                 |  |
| IEEE 802.8                | Connexió de fibra òptica.                                                                   |  |
| IEEE 802.9                | Estàndards per serveis integrats de veu i dades.                                            |  |
| IEEE 802.10               | Estàndards per implementacions de seguretat LAN/WAN.                                        |  |
| IEEE 802.11               | Xarxa sense fils : "WiFi".                                                                  |  |
| IEEE 802.12               | Estàndards pel mètode d'accés de prioritat de demanda.                                      |  |
| IEEE 802.14               | Estàndards per comunicacions de televisió per cable.                                        |  |
| IEEE 802.15.2             | Bluetooth.                                                                                  |  |
| IEEE 802.15.4             | "ZigBee": xarxes sense fil de control i de sensors.                                         |  |
| IEEE 802.15.6             | Xarxa sense fils corporals (BAN) – (ex: Bluetooth low energy)                               |  |
| IEEE 802.16               | Xarxa sense fils : "WiMAX"                                                                  |  |
| IEEE 802.24               | Estàndards for Logical Link Control (LLC) Estàndards for connectivity                       |  |
| IEEE 828                  | Configuration Management in Systems and Software Engineering                                |  |
| IEEE 829                  | Documentació de test de programari.                                                         |  |
| IEEE 830                  | Especificacions de requeriments de programari.                                              |  |
| IEEE 896                  | Futurebus.                                                                                  |  |
| IEEE 1003                 | Unix compatibility programming Estàndard – POSIX                                            |  |
| IEEE 1016                 | Descripció del disseny de programari.                                                       |  |
| IEEE 1028                 | Estàndard per a les revisions i auditories de programari.                                   |  |
| IEEE 1044.1               | Estàndard de classificació d'anomalies de programari.                                       |  |
| IEEE 1059                 | Pla de validació i verificació del programari.                                              |  |
| IEEE 1073                 | Estàndards de comunicació de dispositius mèdics.                                            |  |
| IEEE 1074                 | Cicle de vida del desenvolupament de programari.                                            |  |
| IEEE 1076                 | VHDL – VHSIC Llenguatge de descripció de maquinari.                                         |  |
| IEEE 1149.1               | JTAG                                                                                        |  |
| IEEE 1149.6               | AC-JTAG                                                                                     |  |
| IEEE 1180                 | Precisió de la transformada cosinus discreta.                                               |  |
| IEEE 1233                 | Especificacions de requeriments del sistema.                                                |  |
| IEEE 1275                 | Open Firmware (microprogramari obert).                                                      |  |
| IEEE 1284                 | Port Paral·lel.                                                                             |  |
| IEEE P1363                | Criptografia de clau pública.                                                               |  |
| IEEE 1394                 | Bus sèrie : "FireWire", "I.Link"                                                            |  |
| IEEE 1471                 | Arquitectura de programari / Arquitectura de sistema.                                       |  |
| IEEE 1541                 | Prefixos per a múltiples binaris.                                                           |  |
| IEEE 1584                 | Guia per a realitzar càlculs dels perills de l'arc elèctric.                                |  |
| IEEE 1588                 | Protocol de temps precís.                                                                   |  |
| IEEE P1619                | Seguretat en el grup de treball d'emmagatzemament (SISWG).                                  |  |
| IEEE 1666                 | Estàndard IEEE per SystemC Language Reference Manual                                        |  |
| IEEE 1667                 | Estàndard Protocol per autenticacions de dispositius d'emmagatzematge transitori.           |  |
| IEEE 1801                 | Format de potència unificat.                                                                |  |
| IEEE 1849                 | Estàndard IEEE per eXtensible Event Stream (XES) per a compatibilitat d'esdeveniments.      |  |
| IEEE 1855                 | Estàndard IEEE per al llenguatge Fuzzy Markup.                                              |  |
| IEEE 1901                 | Xarxes de gran amplada de banda de "Power Line".                                            |  |
| IEEE 1906.1               | Pràctiques recomanades per a entorns de comunicaciómolecular i nanotecnologia.              |  |
| IEEE 2600                 | Dispositius de còpia i seguretat de sistemesy (i relacionades amb ISO/IEC 15408).           |  |
| IEEE 12207                | Tecnologia de la informació: processos del cicle de vida del programari.                    |  |
| IEEE Switchgear Committee | Sèrie C37 d'Estàndards per a equipament de baixa i alta tensió.                             |  |